# Unité urbaine d'Embrun
L'unité urbaine d'Embrun est une unité urbaine française centrée sur la commune de Embrun.

## Données générales
En 2010, selon l'Insee, l'unité urbaine était composée de deux communes.
En 2020, à la suite d'un nouveau zonage, elle est composée de trois communes.
En 2022, avec 8 191 habitants, elle représente la 3e unité urbaine du département des Hautes-Alpes.
En 2022, sa densité de population s'élève à 77 hab/km2. Par sa superficie, elle ne représente que 1,9 % du territoire départemental mais, par sa population, elle regroupe 5,78 % de la population du département des Hautes-Alpes.

## Composition 2020 de l'unité urbaine
Elle est composée des trois communes suivantes :
| Nom                   | Code Insee | Département  | Statut       | Superficie (km2) | Population (dernière pop. légale) | Densité (hab./km2) | Modifier                                    |
| --------------------- | ---------- | ------------ | ------------ | ---------------- | --------------------------------- | ------------------ | ------------------------------------------- |
| Embrun (ville-centre) | 05046      | Hautes-Alpes | ville-centre | 36,39            | 6 387 (2022)                      | 176                | modifier les données · modifier les données |
| Baratier              | 05012      | Hautes-Alpes | banlieue     | 15,99            | 643 (2022)                        | 40                 | modifier les données · modifier les données |
| Crots                 | 05045      | Hautes-Alpes | banlieue     | 53,84            | 1 161 (2022)                      | 22                 | modifier les données · modifier les données |

## Évolution démographique
| 1968  | 1975  | 1982  | 1990  | 1999  | 2006  | 2011  | 2016  | 2022  |
| ----- | ----- | ----- | ----- | ----- | ----- | ----- | ----- | ----- |
| 4 958 | 5 253 | 6 020 | 6 819 | 7 357 | 7 630 | 7 617 | 7 819 | 8 191 |

#### Données générales
- Unité urbaine en France
- Aire d'attraction d'une ville
- Liste des unités urbaines de France

#### Données démographiques en rapport avec l'unité urbaine d'Embrun
- Aire d'attraction d'Embrun
- Arrondissement de Gap

#### Données démographiques en rapport avec les Hautes-Alpes
- Démographie des Hautes-Alpes